# 青森県道40号青森田代十和田線

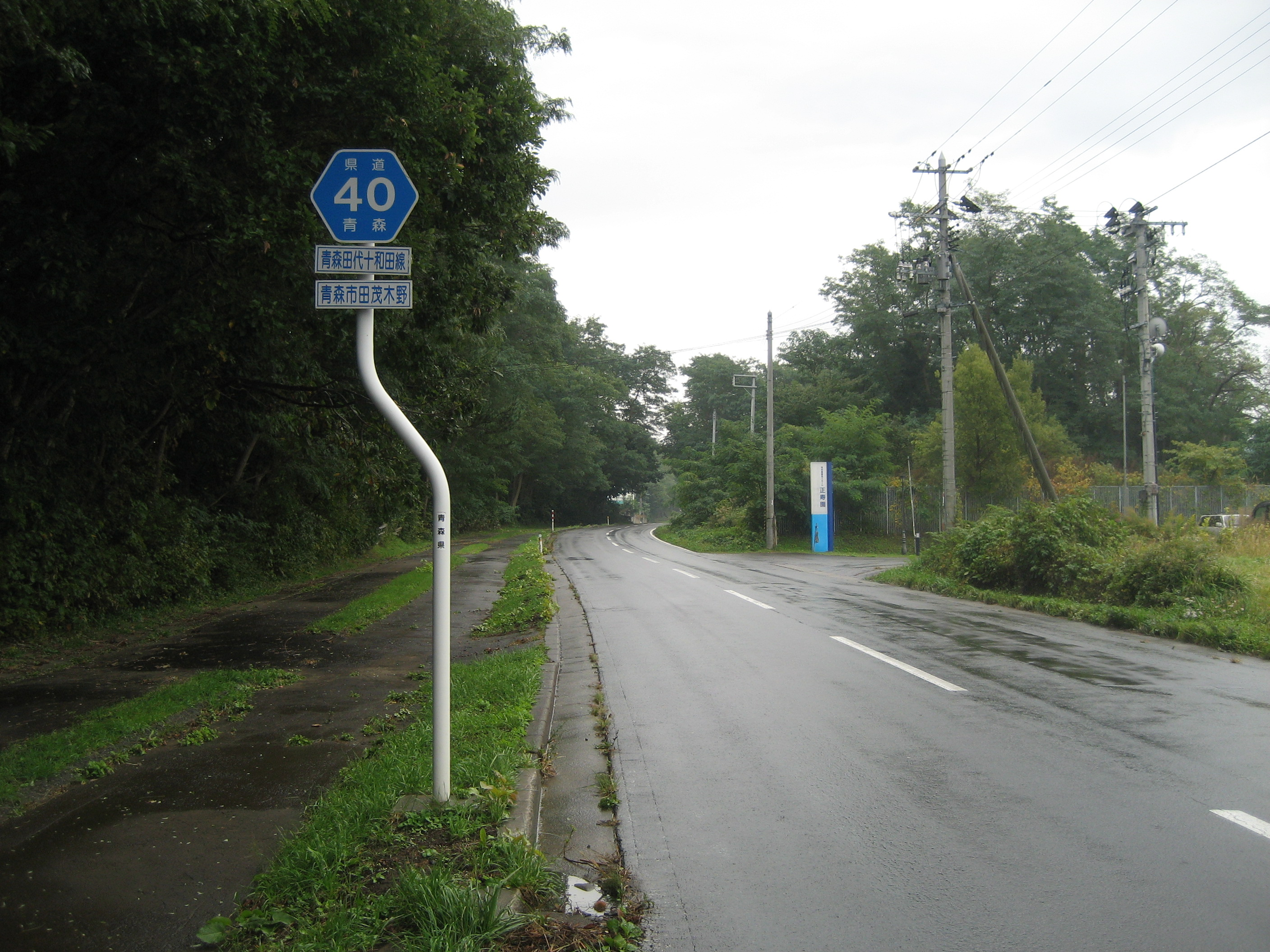
青森市田茂木野付近

青森県道40号青森田代十和田線（あおもりけんどう40ごう あおもりたしろとわだせん）は青森県青森市奥野から十和田市三本木に至る県道（主要地方道）である。

## 概要
青森市奥野で青森県道27号青森浪岡線から分岐し、同市筒井で国道7号青森環状道路と交差、田代平（たしろたい）を経由して国道394号と交差した後、十和田市三本木で国道102号に接続する。途中の銅像茶屋付近から国道103号に至る枝線（火箱沢〈ひばこさわ〉林道）がある。
国道103号に平行し、青森市と十和田市や八戸市など県南地方を結ぶ代表的ルートの1つでもある。冬期は一部区間で通行止めとなる。
1902年（明治35年）に起きた八甲田雪中行軍遭難事件で、遭難した連隊（歩兵青森第五連隊）が通過した道としても有名で、途中遭難現場には後藤伍長の銅像、また兵士たちの墓地や遭難資料館も沿線に存在している（八甲田雪中行軍遭難事件は1977年に高倉健・北大路欣也・三國連太郎主演による「八甲田山」として映画化。雪中行軍を成功させた歩兵弘前第三十一連隊もこの道を通過している。
田代平付近には、吹雪等で立ち往生した際の避難場所として、「東八甲田 雪みち避難所」が設けられている。

### 路線データ
- 起点 : 青森市[1]（県道27号交点）
- 終点 : 十和田市[1]（国道103号交点）

## 歴史
- 1961年（昭和36年）2月10日 - 県道に認定される[1]。
- 1993年（平成5年）5月11日 - 建設省により県道青森田代十和田線が主要地方道青森田代十和田線に指定される[2]。

## 路線状況

### 冬期通行止め
- 青森市嘉瀬子内 - 青森市駒込（11月下旬 - 4月上旬）
- 青森市田代十文字 - 十和田市増沢（11月下旬 - 4月下旬）
- 青森市萱野茶屋 - 青森市田代十文字（12月中旬 - 3月中旬、18時 - 翌7時30分通行止）

## 地理

### 交差する道路
- 青森県道27号青森浪岡線（青森市奥野、起点）
- 青森県道124号駒込筒井線（青森市筒井）
- 国道7号青森環状道路（青森市筒井）
- 青森県道44号青森環状野内線（青森市幸畑）
- 国道103号（青森市横内）- 銅像茶屋から分岐する枝線より接続
- 青森県道242号後平青森線（青森市駒込）
- 国道394号（青森市駒込）
- 青森県道118号七戸十和田湖線（十和田市深持字中村）
- 国道102号（十和田市三本木）

### 沿線施設など
- 八甲田山雪中行軍遭難資料館（ミニシアターコーナーにて映画『八甲田山』を解説付きで上映）
- 凍死軍人の墓
- 後藤房之助伍長の銅像
- 又兵衛茶屋
- 銅像茶屋
- 八甲田温泉
- 田代平湿原
- 東八甲田 雪みち避難所